# Okino Torišima
Okino Torišima (japonsky: 沖ノ鳥島) dříve nazývaný Parece Vela (portugalsky a španělsky: „vypadá jako plachta“) je nejjižnější japonský ostrov (či přesněji atol) o souřadnicích 20°25' s.š. a 136°05' v.d. Leží ve Filipínském moři – 1 740 km na jih od Tokia, 534 km na jihovýchod od nejbližšího japonského ostrova Oki Daitódžima a 567 km jihozápadně od Minami Iódžima nejbližšího ostrova souostroví Ogasawara, ke kterým administrativně náleží. Okino Torišima v japonštině znamená „Vzdálený ptačí ostrov“. Je to druhý nejvzdálenější japonský ostrov (po Minami Torišima). Okino Torišima ve skutečnosti není jedním ostrovem, ale skládá se ze tří maličkých ostrůvků:
- Higašikodžima (東小島, „Východní ostrůvek“, rozloha 1,6 m²)
- Kitakodžima (北小島, „Severní ostrůvek“, ve skutečnosti leží spíše na západě, rozloha 6,4 m²)
- Minamikodžima (南小島, „Jižní ostrůvek“, umělý ostrůvek)

Ostrůvky, které vyčuhují jen 0,1 až 0,2 m nad hladinu přílivu, leží v západní části laguny obklopené podvodní korálovou bariérou, na které se tříští vlny a která se táhne 4,6 km ve východo-západním a 1,7 km v severo-jižním směru. Rozloha laguny je asi 5 km². Čtvrtý ještě menší ostrůvek (či spíše skála) se nachází na východním konci laguny. Přístup do laguny leží na jižní straně.

## Spor s Čínou
To, že podle mezinárodního práva má Okino Torišima status ostrova a ne neobývané skály (skaliska), je napadáno Čínskou lidovou republikou, která jej nazývá 冲鸟礁 (礁 znamená skála nebo útes), protože to by dalo Japonsku právo na obrovskou exkluzivní hospodářskou zónu kolem ostrova s rozlohou asi 430 000 km².
Pro ČLR je oblast důležitá z vojenského hlediska, protože leží na půl cesty mezi Tchaj-wanem a ostrovem Guam. Je velmi pravděpodobné, že v případě vojenského konfliktu mezi Čínskou lidovou republikou a Tchaj-wanem by americké jednotky umístěné na základnách na Guamu přispěchaly svému spojenci na pomoc. Při tom by musely proplout oblastí kolem Okino Torišimy a zde by je mohly zdržet čínské ponorky. Ale pro případné nasazení ponorek potřebuje námořnictvo ČLR podrobné mapy mořského dna. A právě zde je problém, protože podle mezinárodního práva může v exkluzivních hospodářských zónách (zde japonských) vykonávat cizí stát (zde ČLR) oceánografický průzkum jen se souhlasem daného státu (Japonska). A Japonsko jako spojenec USA by to zřejmě ČLR nepovolilo.

## Současný stav
Aby se zabránilo erozi a následnému zániku ostrůvků, byl v roce 1987 odstartován projekt stavby pobřežních hrází a Higašikodžima a Kitakodžima byly obklopeny betonem. V současnosti Japonsko provádí na ostrůvcích výzkum, pozorování a údržbu hrází. V mělké části laguny mezi Higašikodžimou a Minamikodžimou byla vztyčena plošina na pilotech s heliportem.
Administrativně ostrov spadá pod obec Ogasawara, Tokio. V roce 1939 zde byla zahájena stavba námořní základny, ale se začátkem bojů druhé světové války v Pacifiku byla zastavena.